# Hannsheinz Bauer
Pour les articles homonymes, voir Bauer.
Hannsheinz Bauer (né le 28 mars 1909 à Wunsiedel et mort le 18 juillet 2005 à Wurtzbourg) est un homme politique allemand (SPD) et l'un des "pères de la loi fondamentale".

## Biographie
Bauer, de confession protestante, grandit à Wurtzbourg. Après avoir obtenu son diplôme du Realgymnasium de Wurtzbourg, il étudie le droit à Munich et Wurtzbourg jusqu'en 1933 et, comme il a dû interrompre ses études en raison de ses origines juives, il exerce ensuite une profession commerciale dans le secteur bancaire et l'industrie automobile. Pendant la Seconde Guerre mondiale, il est soldat et est fait prisonnier par les américains, dont il est revenu en novembre 1945.
Le 1er février 1946, il reprend son travail de consultant pour la population dans l'administration de la ville de Wurtzbourg.
Il est marié à Ingeborg né en 1947 à Rees.

## Parti
À 21 ans, Bauer rejoint le SPD en 1930. De 1930 à 1933, il est impliqué dans le corps étudiant socialiste et est président de l'Union des étudiants républicains allemands à Wurtzbourg. En 1945, il participe à la reconstruction du SPD. Depuis 1989, Bauer est président d'honneur du district SPD de Basse-Franconie (Bavière). Le siège de l'association de district, la Hannsheinz-Bauer-Haus à Wurtzbourg, porte son nom.

## Parlementaire
Depuis le 2 juillet 1946, Bauer est membre de l'Assemblée constitutionnelle bavaroise et participe ainsi à l'élaboration de la Constitution de la Bavière. De 1946 jusqu'à sa démission le 6 septembre 1953, il a été membre du Landtag de Bavière.
Bauer est membre du Conseil parlementaire en 1948/1949. Après cela, il est député du Bundestag de 1953 à 1972. Du 22 février 1967 à 1969, il est président de la commission du Bundestag chargée de l'examen des élections, de l'immunité et du règlement intérieur.
À partir de 1958, il fait également partie de l'Assemblée parlementaire du Conseil de l'Europe en tant que membre de la délégation allemande. De janvier 1972 à 1973, il en est le vice-président, après avoir été président du comité local des règlements de 1960 à 1973. La nomination de Wurtzbourg en tant que ville européenne après l'attribution du prix de l'Europe le 14 octobre 1973 est essentiellement due aux activités politiques européennes de Bauer.
Il est le dernier membre vivant du Conseil parlementaire.

## Collaboration avec la RDA
Selon le rapport Rosenholz de 2007 du BStU, Hannsheinz Bauer est l'un des 6 député du Bundestag, avec lequel le Hauptverwaltung Aufklärung du ministère de la Sécurité d'État de la RDA entretenait apparemment des relations directes. À propos de Bauer, qui est appelé «Volk» par HVA à partir de 1960 environ, il dit: «Le flux d'informations opérationnelles est si rapide que dès 1968, il a fallu créer le 21e volume de dossiers, ce qui correspond à environ 6300 feuilles de papier. «Volk» est toujours considéré comme fiable. «Les informations fournies comprenaient les procès-verbaux des réunions des commissions de l'exécutif du parti SPD, du groupe de travail  sur les affaires juridiques et les procès-verbaux des réunions du Conseil de l'Europe de 1972.
Dans Rosenholz: Eine Quellenkritik (2007), Helmut Müller-Enbergs nommé Bauer comme un des au moins dix députés du Bundestag de 1969 à 1972 qui sont en contact direct avec le quartier général de la Stasi. Le BStU déclare en 2013: «Bauer s'est volontairement mis au service de la HVA, ne peut être vérifié avec la certitude nécessaire étant donné le transfert actuel des fichiers.

## Honneurs
- 1964: Ordre bavarois du Mérite
- 1969: Commandeur de l'ordre du Mérite de la République fédérale d'Allemagne
- 1972: Grand officier de l'ordre du Mérite de la République fédérale d'Allemagne